# سسک تیره
سسک تیره (نام علمی: Phylloscopus fuscatus)، یک سسک برگی است که در شرق دیرین‌شمالگان زادآوری می‌کند. نام سرده سسک برگی از واژهٔ یونان باستان phullon، "برگ" و skopos، "جستجو" (از skopeo، "نگاه کردن") گرفته شده‌است. fuscatus واژهٔ خاص لاتین fuscus به معنی "تیره" و "تاریک" است.
این سسک به‌شدت مهاجر است و در جنوب آسیا و جنوب شرق آسیا زمستان را می‌گذراند. گاهی در آمریکای شمالی در آلاسکا یافت می‌شود و در کالیفرنیا نیز پراکنش دارد.
این پرنده فراوان از باتلاق‌های تایگا و مراتع مرطوب است. لانه در یک بوته ساخته‌شده و ۵–۶ تخم گذاشته می‌شود. مانند بیشتر سسکان جهان قدیم، این گنجشک‌سان کوچک حشره‌خوار است.
سسک تیره تا اروپای غربی در ماه اکتبر سرگردان است، با وجود ۳۰۰۰ کیلومتر فاصله از محل زادآوری آن. در بریتانیای کبیر زمستان‌گذرانی دارد.
آواز آن یک سوت یکنواخت است و ندای آن یک صدای چک خشن است. این صدا اغلب نخستین سرنخ است که نشان می‌دهد این گونه نماد پاورچین کردن، دور از مکان‌های زادآوری وجود دارد.